# Catalina de Cristo
Catalina de Balmaseda y San Martín, más conocida como Catalina de Cristo, (Madrigal de las Altas Torres, Ávila, 28 de octubre de 1544 - Barcelona, 3 de enero de 1594), religiosa carmelita, mística, fundadora de los Carmelos descalzos de Pamplona y Barcelona.

## Infancia
Nació en el seno de una noble familia, siendo la tercera de cuatro hermanos, hijos de D. Cristóbal de Balmaseda, pariente de santa Teresa de Jesús, y de Dª. Juana Bustamante y San Martín. Siendo niña destacó pronto por su religiosidad, inclinada a la soledad, a rezar y dar limosna a los pobres. Hizo muy pronto propósito de guardar virginidad.
Durante este período pasó un breve tiempo en Murcia por unos asuntos de su padre. A su regreso enfermó gravemente y estuvo 9 meses en cama sin poder apenas moverse. Hizo promesa a la Virgen María de velar en la iglesia de Santa María del Castillo si la curaba, cosa que ocurrió.

## Juventud
Muerta su madre, D. Cristóbal de Balmaseda pensó en casarse nuevamente, y en casar a Catalina con el hijo de la nueva esposa. Para evitarlo, Catalina averiguó de quién se trataba y, acercándose a ella, sin revelar su identidad,  la convenció del grave error y del mal carácter de D. Cristóbal y de su hija menor.
Durante una predicación en Madrigal de las Altas Torres del franciscano Alonso Lobo logró comunicarse con él por escrito, confirmándole al religioso que el camino espiritual que había elegido era bueno y seguro.

## Vocación
Su primer deseo fue hacerse ermitaña al oír las historias sobre la vida de Catalina de Cardona. Pero el 1 de julio de 1568 conoce a santa Teresa de Jesús que pasó por Madrigal de las Altas Torres de camino al convento de Medina del Campo. Aunque intentó hablar en privado con la santa, su hermana se lo impidió.
El 5 de octubre de 1571 moría su hermana por la peste que azotó la región ese año. Quedaba así libre para hacerse monja. Pidió a santa Teresa de Jesús ser admitida en el convento de Medina del Campo, accediendo el 10 de julio de 1572. Realizó el noviciado y emitió la profesión el 5 de agosto de 1573.

## Fundaciones

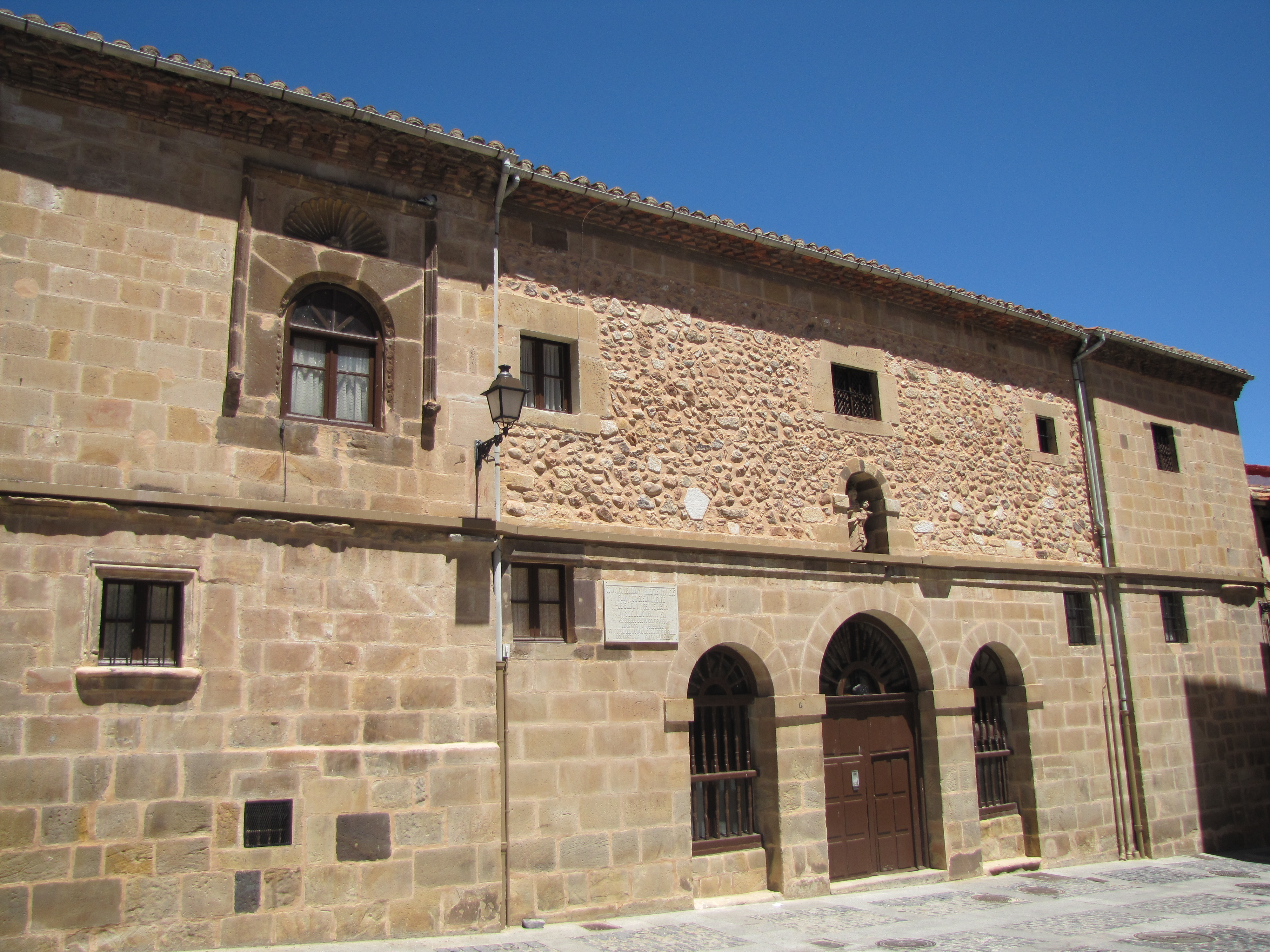
Convento de Nuestra Señora del Carmen (Soria).

En 1581 ayuda a santa Teresa a fundar en Soria. El 15 de junio de ese mismo año la santa la nombra priora de la nueva fundación, a pesar de la oposición del P. Gracián por carecer de cultura.
El 8 de diciembre de 1583 Sor Catalina funda el Carmelo de Pamplona realizando su misión acompañada por cinco monjas profesas y una única novicia, la también Venerable Madre Francisca del Santísimo Sacramento. Durante su permanencia en esta ciudad se vio afectada de diversas enfermedades.
En 1588 sale de Pamplona para una nueva fundación en Barcelona. En el camino hizo parada en Zaragoza, donde visitó las iglesias de la ciudad, especialmente la Basílica del Pilar. Llegó a Barcelona el 14 de junio, desempeñando el oficio de priora hasta la muerte.

## Favores espirituales
Sor Catalina  vivió desde niña experiencias sobrenaturales también presentes en otros místicos: visiones, milagros, percepción extrasensorial, etc. Destacó especialmente por el don de profecía, vaticinando con 8 meses de antelación la derrota de la Armada Invencible.

## Muerte
Agravándose la enfermedad en Barcelona, Sor Catalina vaticinó su propia muerte, que aconteció el 3 de enero de 1594, bien entrada la noche. El funeral se celebró al día siguiente.
Seis meses después, en junio, fue extraído el cuerpo de la tumba y se halló incorrupto. El 19 de marzo de 1597 fue examinado por médicos de la ciudad que calificaron de milagrosa la incorrupción. El cuerpo recibió veneración pública, siendo visitado entre otros por Felipe III y su esposa Margarita de Austria en el año 1600.
Por mandato del Padre General Fray Francisco de la Madre de Dios, el cadáver fue trasladado al convento de Pamplona en 1604. En compensación por la pérdida, se entregó al convento de Barcelona un brazo y una mano. El cadáver continúa incorrupto en la actualidad.
Sor Catalina de Cristo tiene abierto proceso de beatificación.